# Episodi di Squid Game (terza stagione)

Logo coreano della terza stagione

La terza e ultima stagione della serie televisiva Squid Game, composta da sei episodi, è stata interamente pubblicata sulla piattaforma di streaming Netflix il 27 giugno 2025.
| nº | Titolo originale                              | Titolo italiano   | Pubblicazione  |
| -- | --------------------------------------------- | ----------------- | -------------- |
| 1  | 열쇠와 칼?, Yeolsoewa kalLR                   | Chiavi e coltelli | 27 giugno 2025 |
| 2  | 별이 빛나는 별이?, Byeol-i bichnaneun bamLR   | La notte stellata | 27 giugno 2025 |
| 3  | 당신의 탓이 아니다?, Dangsin-ui tas-i anidaLR | Non è colpa tua   | 27 giugno 2025 |
| 4  | 222                                           | 222               | 27 giugno 2025 |
| 5  | ○△□                                           | ○△□               | 27 giugno 2025 |
| 6  | 사람은...?, Saram-eun...LR                    | Umani             | 27 giugno 2025 |

## Chiavi e coltelli
- Titolo originale: 열쇠와 칼?, Yeolsoewa kalLR
- Diretto da: Hwang Dong-hyuk
- Scritto da: Hwang Dong-hyuk

### Trama
Durante la repressione della rivolta da parte delle guardie, il giocatore 246, Park Gyeong-seok, viene colpito in modo non mortale dalla guardia 011 Kang No-eul, che segnala la sua morte agli organizzatori del gioco, ma contrassegna la bara con il segno volto a riconoscere i corpi da cui si possono ancora estrarre organi. Nel frattempo, il giocatore 456, Seong Gi-hun, viene riportato nella stanza dove sono tutti gli altri giocatori in una bara, svenuto ma ancora in vita. Intanto continuano le ricerche dell'isola sulla barca e, dopo la scomparsa di uno dei membri dell'equipaggio, il detective Hwang Jun-ho e il resto della squadra decidono di tornare al porto per cercare un altro dronista, sebbene Woo-seok (l'uomo reclutato da Gi-hun) inizi ad avere dei ripensamenti e a indagare sul capitano della barca Park. È stato lui infatti ad aver ucciso uno dei membri dell'equipaggio perché si stava avvicinando troppo. Il Front Man dunque ordina a Park di uccidere tutto l'equipaggio se necessario, compreso suo fratello, il detective Hwang Jun-ho. Gi-hun rinsavisce e scopre che il resto dei giocatori che hanno preso parte alla ribellione è stato ucciso e, quando le guardie entrano, subisce un crollo nervoso. Dato che si ritiene immeritevole di vivere dopo aver causato la morte di tutti i ribelli, richiede senza successo di essere ucciso. Attraverso una nuova votazione abbastanza unanime si decide che i giochi devono continuare. Gi-hun viene inoltre sbeffeggiato da tutti coloro che intendono proseguire i giochi, infatti secondo loro la sua ribellione ha solo portato ad un aumento del montepremi, oltre ad un abbassamento del numero di persone che intendeva fermare i giochi. Gi-hun si convince che il giocatore 388 Kang Dae-ho sia il colpevole per la fallita rivolta, non essendo accorso in aiuto ai compagni dopo aver recuperato le munizioni nella stanza dei giocatori. Sulla strada per raggiungere il nuovo gioco, i giocatori osservano i ribelli impiccati lungo il corridoio, così da intimidire tutti e disincentivarli a tentare una nuova rivolta. Il quarto gioco è nascondino e attraverso un'estrazione a sorte i giocatori vengono divisi in due squadre: la squadra blu deve trovare la via d'uscita del labirinto o sopravvivere entro la fine del tempo, mentre ogni componente della squadra rossa deve uccidere almeno un avversario per superare la sfida, motivo per cui la squadra blu viene munita di una chiave che apre le porte del labirinto per nascondersi, mentre alla squadra rossa viene dato un pugnale. Viene concesso ai giocatori di accordarsi tra loro per scambiarsi di squadra. Il giocatore 007 Yong-sik e sua madre, la giocatrice 149 Geum-ja, si scambiano. Lui le dice che ucciderà qualcuno e salverà entrambi. Fanno lo stesso il giocatore 333 Myung-gi e la futura madre di suo figlio, la giocatrice 222 Jun-hee. Gi-hun si ritrova nella squadra rossa e comincia a pensare di uccidere Dae-ho, che è capitato invece nella squadra blu. Dae-ho tenta invano di cambiare squadra, avendo intuito le intenzioni di Gi-hun, e alla fine, furioso, incolpa Gi-hun per la morte dei compagni, accusandolo di aver sbagliato piano: piuttosto che puntare agli organizzatori, avrebbe potuto attaccare i giocatori che votavano per proseguire i giochi, così da sovvertire la votazione e far uscire vivi tutti quelli a cui teneva. In sala operatoria, No-eul, dopo aver portato lì il giocatore 246, Park Gyeong-seok, uccide tutti i trafficanti di organi e costringe l'unico risparmiato, il chirurgo, a provare a salvare Gyeong-seok.

## La notte stellata
- Titolo originale: 별이 빛나는 별이?, Byeol-i bichnaneun bamLR
- Diretto da: Hwang Dong-hyuk
- Scritto da: Hwang Dong-hyuk

### Trama
No-eul uccide il chirurgo dopo che Gyeong-seok si riprende. Nel labirinto del gioco, le giocatrici Hyun-ju, Geum-ja e Jun-hee, tutte e tre nella squadra blu, formano un'alleanza per sfuggire alla squadra rossa. Myung-gi, futuro padre del nascituro di Jun-hee, seppur controvoglia, si unisce al giocatore 124 Nam-gyu, amico del deceduto Thanos. Uccidono due membri della squadra blu, salvandosi, ma poi iniziano ad ucciderne altri, comprendendo che così facendo molti membri della squadra rossa non avrebbero più avuto persone da uccidere, provocando la loro eliminazione e dunque anche l'aumento del montepremi. Nel frattempo, la giocatrice 044 Seon-nyeo, la finta veggente, trova un'uscita, ma viene tradita dal giocatore 100 Jeong-dae, che la rinchiude fuori. Poco dopo, il giocatore 125 Min-su, sotto l'influenza delle droghe di Thanos accidentalmente sparse da Nam-gyu, in preda alle allucinazioni uccide Seon-nyeo. Durante la fuga, Jun-hee si frattura una caviglia e poco dopo le si rompono le acque dando inizio al travaglio, mentre Hyun-ju uccide diversi inseguitori per proteggere le sue due alleate. Con l'aiuto di Geum-ja e Hyun-ju, Jun-hee riesce a dare alla luce una bambina, ma poco dopo Hyun-ju viene uccisa da Myung-gi proprio dopo aver trovato un'uscita dal labirinto. Sconvolto alla vista di Jun-hee e della sua neonata, Myung-gi decide di scappare sopraffatto dal rimorso, evitando anche che Nam-gyu potesse far del male a sua figlia. Gi-hun, facente parte dei rossi, insegue Dae-ho, che confessa di aver mentito sul suo passato militare e di essersi tirato indietro dalla ribellione perché notevolmente spaventato. Dae-ho attacca Gi-hun, accusandolo del fallimento della ribellione, ma Gi-hun, accecato dalla rabbia, lo strangola a morte. Geum-ja, Jun-hee e la bambina appena nata riescono a raggiungere l'uscita che poco prima Hyun-ju aveva trovato, ma si trovano davanti a Yong-sik, figlio di Geum-ja. Con il gioco quasi concluso e incapace di eliminare altri giocatori nascosti, Yong-sik si scaglia contro Jun-hee. Geum-ja prova a fermarlo offrendosi di essere giustiziata, così da salvare suo figlio giusto in tempo, ma al suo rifiuto lo pugnala con il suo fermaglio da capelli per salvare Jun-hee e la neonata. Allo scadere del tempo, Yong-sik viene ucciso dalle guardie davanti allo sguardo sconvolto della madre. Infine, Gi-hun, oppresso dal senso di colpa per le morti causate dalla ribellione, tenta il suicidio, ma viene fermato in tempo dalle guardie.

## Non è colpa tua
- Titolo originale: 당신의 탓이 아니다?, Dangsin-ui tas-i anidaLR
- Diretto da: Hwang Dong-hyuk
- Scritto da: Hwang Dong-hyuk

### Trama
I VIP, nel frattempo giunti sull'isola, si travestono da guardie per giustiziare i giocatori eliminati alla fine del quarto gioco. Per loro questa è una novità molto gradita. Durante la votazione per decidere se proseguire o meno i giochi, Geum-ja ha un attacco di rabbia e implora i partecipanti di votare per andar via da lì, offrendo loro la sua parte e invitandoli a pensare alla neonata, ma viene ignorata. In preda alla disperazione, chiede a Gi-hun di proteggere Jun-hee e sua figlia, ma di fronte al rifiuto iniziale di Gi-hun, si impicca durante la notte, consumata dal senso di colpa per aver ucciso suo figlio. Nel frattempo, Jun-ho finalmente individua la scogliera dove il fratello In-ho gli ha sparato e avvia una ricerca approfondita sull'isola. Intanto Woo-seok continua ad indagare sul capitano Park, va a casa sua dove trova varie prove, precisamente una foto del capitano insieme al reclutatore del gioco e al Front Man, ignaro che si tratti del fratello di Jun-ho, una tuta rosa con maschera sepolta sotto un vaso insieme a una cospicua somma di contanti. In questo modo riuscirebbe a dimostrare il suo coinvolgimento nei giochi. Tuttavia, viene arrestato dalla polizia, chiamata da qualcuno che credeva fosse un ladro, prima di riuscire a fuggire. Nel frattempo, il sovrintendente dei giochi col simbolo quadrato, minacciato da No-eul affinché la aiuti a scappare, scopre che il giocatore Gyeong-seok si è travestito da soldato. Profondamente colpito dalla morte di Geum-ja, Gi-hun decide di aiutare Jun-hee e la sua bambina nella prossima prova: il salto della corda. I giocatori devono attraversare un ponte evitando di essere colpiti da una corda che ruota velocemente. Se non saltano col giusto tempismo, il colpo inflitto dalla corda li farà cadere nel vuoto, uccidendoli. All'inizio, nessuno si muove poiché la corda viene fatta girare molto velocemente, fin quando Min-su decise di usare la crisi di astinenza di Nam-gyu per farlo andare per primo: lancia la collana di Thanos sul ponte e Nam-gyu prova ad andarla a recuperare. Parte bene, ma poi una volta presa la collana si rende conto che è vuota, finendo per precipitare nel vuoto. I VIP stabiliscono che la bambina di Jun-hee sia considerata una giocatrice, dunque come tutti gli altri deve attraversare il ponte per salvarsi. Gi-hun si immola con la bambina tra le braccia e riesce ad attraversare il ponte con successo, promettendo di tornare indietro per recuperare Jun-hee, che da sola non riuscirebbe mai a superare il ponte, avendo la caviglia rotta. Il giocatore 096 però parte subito dopo Gi-hun, ma una volta raggiunta l'altra parte spinge di sotto il partecipante dopo di lui e minaccia di fare altrettanto con chiunque provasse a passare. 

## 222
- Titolo originale: 222
- Diretto da: Hwang Dong-hyuk
- Scritto da: Hwang Dong-hyuk

### Trama
Il giocatore 096 rivela di voler far cadere tutti giù, così da restare solo con Gi-hun, dividere con lui il montepremi e andar via. Gi-hun lo costringe a farsi da parte e lasciare libero il passaggio e infine, in un atto di autodifesa, lo uccide. Nel frattempo, Myung-gi si avvicina a Jun-hee per aiutarla ad attraversare il ponte, ma lei lo respinge rivelando di non poter perdonarlo per l'omicidio di Hyun-ju e, mostrandogli la caviglia gonfia e tumefatta, gli dice di non voler essere aiutata da lui. Con il tempo ormai agli sgoccioli, Jun-hee affida la sua bambina a Gi-hun, dicendogli di salvarla, e si sacrifica, lasciando sia Gi-hun che Myung-gi devastati. I VIP decidono di permettere alla bambina di continuare nel gioco come giocatrice 222. Gyeong-seok e No-eul riescono a fuggire fuori dall'isola, ma vengono inseguiti dalle guardie inviate dal sovrintendente col simbolo del quadrato. Nel dormitorio, essendo rimasti solo in otto, anche quelli da sempre convinti di voler continuare i giochi cominciano a rifletterci meglio, dato che ora la somma accumulata è sufficientemente alta. Quando però viene loro annunciato che la neonata sarà una nuova giocatrice, alcuni partecipanti, in particolare il gruppo di Jeong-dae, reagiscono furiosamente tentando di fare del male alla bambina, ma vengono fermati dalle guardie che annunciano che da quel momento in poi non sarebbe stata più tollerata alcuna forma di violenza fra i concorrenti al di fuori dei giochi. Si procede con la votazione per vedere se partecipare o meno all'ultimo gioco e, come pronosticato ai VIP dal Frontman, la maggior parte di loro si sente forte e sicuro per poter vincere e quindi si decide di continuare. Viene loro annunciato dalle guardie che il gioco finale prevede la morte di almeno tre persone, che verranno scelte dai giocatori stessi. Il gruppo di Jeong-dae dunque complotta segretamente per eliminare Min-su, in astinenza dopo aver usato le pillole di Thanos, Gi-hun e la bambina, con Myung-gi apparentemente dalla loro parte. Woo-seok, nonostante l'arresto, riesce a informare Jun-ho che ha le prove che il capitano Park stesse agendo sotto gli ordini di In-ho. Parte uno scontro a sangue sulla barca. Ferito mortalmente durante lo scontro, Park ammette la verità prima di esalare l'ultimo respiro, aumentando la determinazione di Jun-ho a scoprire l'isola e a ritrovare suo fratello. Nel frattempo, il sovrintendente col simbolo del quadrato ha rintracciato la barca di No-eul e attraverso la radio la obbliga a tornare immediatamente indietro, altrimenti prenderà di mira la figlia malata di Gyeong-seok. Prima di arrendersi però, No-eul garantisce la salvezza di Gyeong-seok, tornando indietro e dunque sacrificando la propria libertà per proteggerlo, indicandogli di fuggire con la barca verso nord. Prima del gioco finale, Gi-hun viene convocato dal Front Man, che gli propone un patto segreto: eliminare gli altri giocatori per garantire la sua sopravvivenza e quella della bambina, fornendogli un pugnale. Durante l'incontro, il Front Man rivela di essere colui che Gi-hun aveva conosciuto come giocatore 001, In-ho, lasciando Gi-hun sconvolto e furioso. Mentre lascia la stanza il Frontman gli chiede se ha ancora fiducia negli esseri umani. 

## ○△□
- Titolo originale: ○△□
- Diretto da: Hwang Dong-hyuk
- Scritto da: Hwang Dong-hyuk

### Trama
Gi-hun è indeciso se assecondare o meno la proposta di In-ho di eliminare i restanti partecipanti al gioco. Tuttavia, alla fine rifiuta, spinto da una visione di Kang Sae-byeok, partecipante della precedente edizione degli Squid Game, che gli ricorda di non essere un assassino. Contemporaneamente, In-ho è assalito dai ricordi del suo oscuro passato, viene infatti rivelato che anche lui ha partecipato ai giochi tempo prima, ed alla fine ha dovuto commettere svariati omicidi per vincere. Infatti Oh Il-nam, anziano organizzatore e partecipante dell'edizione precedente dei giochi, gli aveva fatto la stessa proposta che lui ora ha fatto a Gi-hun. Il giorno seguente Gi-hun, la bambina, Myung-gi, Min-su, Jeong-dae e altri quattro giocatori avanzano alla sesta e ultima prova. Nel frattempo, No-eul ritorna sull'isola, affronta il sovrintendente col simbolo del quadrato puntandogli una pistola e costringendolo a eliminare ogni traccia del coinvolgimento di Gyeong-seok dalla banca dati dell'organizzazione. Ne scaturisce uno scontro violento che si conclude con la morte dell'uomo, che però gli dice che ci sono ancora dei documenti cartacei su ognuno di loro. Intanto al di fuori dell'isola, Gyeong-seok scappa a bordo della barca, ma viene raggiunto dalle guardie. Mentre sta per essere catturato, viene salvato da Jun-ho che, dalla sua nave, uccide le guardie. La prova finale, il gioco del calamaro in aria, prevede la presenza di tre piattaforme molto grandi, che costituiscono i tre diversi round: quadrato, triangolo e cerchio. I partecipanti per andare avanti devono spingere almeno un avversario dal bordo di ognuna delle tre piattaforme. Prima dell'inizio del gioco, Min-su ha allucinazioni su Thanos e altri giocatori, che lui vede aggrappati al bordo del quadrato, la prima piattaforma. Nel primo round, Min-su perde la vita, buttato giù da Myung-gi con un'asta di ferro. Sulla seconda piattaforma, Jeong-dae e il suo gruppo pensano a come separare Gi-hun dalla bambina, così da ucciderne solo uno dei due e poter passare al round successivo per uccidere l'altro, arrivando alla vittoria senza sacrificare nessuno del loro gruppo. Improvvisamente però Myung-gi uccide il giocatore 336, uno del gruppo di Jeong-dae, rivelando al contempo di essere il padre biologico della bambina e di stare dalla parte di Gi-hun. In teoria potrebbero anche aspettare la fine del tempo e passare alla piattaforma successiva, ma nasce uno scontro per decidere chi dovrà essere ucciso al round finale. Gi-hun, agendo per autodifesa, elimina il giocatore 203, mentre Myung-gi spinge il giocatore 353 fuori dalla torre. Jeong-dae implora pietà, propone anche di dare una parte dei suoi soldi ai rimanenti, ma Myung-gi, senza esitazione, lo condanna a morte spingendolo nel vuoto. Poco dopo, il giocatore 039 si toglie la vita saltando dalla torre, in quanto essendo rimasti solo Gi-hun, Myung-gi e la neonata, non voleva essere la loro vittima sacrificale.

## Umani
- Titolo originale: 사람은...?, Saram-eun...LR
- Diretto da: Hwang Dong-hyuk
- Scritto da: Hwang Dong-hyuk

### Trama
Al termine del secondo round del gioco finale, rimangono in gara solo Gi-hun, Myung-gi e la bambina. Una volta attraversato per primo il ponte che collega la seconda e la terza piattaforma, Myung-gi progetta di lasciare Gi-hun bloccato sulla piattaforma precedente e di sacrificare la propria figlia per tenere tutto il premio in denaro per sé. Cerca di convincere Gi-hun ad arrendersi e a lasciare andare la bambina, tuttavia Gi-hun comprende le sue intenzioni e riesce a scagliarsi contro di lui. Tra i due si innesca una lotta che porta alla morte di Myung-gi, lasciando in vita Gi-hun e la bambina. In realtà però questa morte non conta ai fini del gioco, poiché non era stato ancora premuto il pulsante che sanciva l'inizio del round finale. Intanto No-eul trova la stanza con tutti i documenti cartacei, sia dei giocatori sia delle guardie, e decide di dar fuoco a tutto. In mare invece Jun-ho si avvicina all'isola nuotando sott'acqua, grazie alle informazioni che gli ha dato Gyeong-seok, salvato dal detective mentre fuggiva. Si ritorna al gioco, Gi-hun preme il pulsante per avviare l'ultimo round e, nonostante i VIP siano convinti che sacrificherà la bambina, decide di suicidarsi gettandosi dal bordo, dopo aver redarguito un'ultima volta il Front Man ricordandogli che i giocatori erano esseri umani, non cavalli. Anche No-eul assiste alla scena e, vedendo il gesto di Gi-hun, decide di non spararsi. In quel momento Jun-ho riesce inoltre ad accedere alla struttura. Poco dopo la morte di Gi-hun il Front Man viene avvisato della presenza della guardia costiera, allertata da Jun-ho in precedenza. Questo lo porta ad avviare un protocollo di emergenza per distruggere l'isola e con essa ogni possibile traccia del gioco. La morte di Gi-hun però smuove emotivamente il Front Man, che infatti decide di salvare la bambina dall'esplosione. In quel momento giunge Jun-ho, che però non riesce ad avere un confronto con il fratello, essendo arrivato quando l'isola era già in fase di evacuazione e dunque doveva fuggire per salvarsi. Infine sia Jun-ho che No-eul riescono a fuggire prima dell'esplosione dei vari ordigni sparsi sull'intera struttura. 
Sei mesi dopo, Gyeong-seok continua a lavorare al medesimo parco divertimenti insieme alla figlia, nel frattempo ripresasi dalla malattia. No-eul, che non gli ha mai rivelato di essere la guardia che gli ha salvato la vita, va a trovarli per accertarsi che la figlia stia bene. No-eul poco dopo riceve la notizia che sua figlia potrebbe essere fuggita dalla Corea del Nord e potrebbe stare in Cina. Decide quindi di partire per cercarla. In aeroporto, il fratello di Sae-byeok, Cheol, accompagnato dalla madre di Sang-woo, si ricongiunge con la madre, di recente riuscita a fuggire dalla Corea del Nord. Woo-seok viene rilasciato di prigione e viene raggiunto da Jun-ho: Woo-seok progetta di riqualificare il Motel Pink che Gi-hun aveva usato come suo rifugio durante le ricerche, trasformandolo in un albergo. Infine, In-ho affida la bambina di Jun-hee e il premio in denaro da lei ottenuto a suo fratello Jun-ho. Inoltre, In-ho si reca in visita dalla figlia di Gi-hun a Los Angeles per informarla della morte del padre e consegnarle sia la tuta del giocatore 456 che il restante montepremi scaturito dalla sua vincita dell'edizione precedente dei giochi. In un'altra area della città, dalla propria vettura In-ho intravede una reclutatrice statunitense giocare a ddakji con un senzatetto, lasciando intendere che il gioco all'estero sta proseguendo e lasciando uno spiraglio aperto per quella che potrebbe essere la continuazione della storia degli Squid Game probabilmente negli Stati Uniti. 
- Cameo: Cate Blanchett (reclutatrice)[2]